# 大头贴
是發源自日本、在多國流行的一种攝影机器。

## 概要
大頭貼是1995年由ATLUS與Sega公司合作的「Print Club」自動快照機改裝後誕生，是一種功能十分多樣化的個人快照機器，使用者除了可以在狹小的空間中與友人合照外，還可自由在照片中加入編框、花纹、文字及各式各樣的圖案。在按鈕攝影與簡單的影像編輯後，照片可即時輸出為大小不一的組圖。相紙後均有背膠，方便使用者黏貼在個人用品上。
剛推出的大頭貼機器只有螢光燈的設計，後來為求皮膚看起來白皙，開始出現閃光燈，同時也開始有可容納三至四人的空間設計，一些大型大頭貼專門店還免費出租Cosplay服裝。虽稱为大头贴、貼紙相，但照相范围并不局限于头部，也不限於可以當作貼紙張貼的照片，亦是其他同類機器的照片，如照片卡等的統稱。
最早大頭貼文化是少女同儕團體間藉交換大頭貼，證明友情與親密度的活動，也有許多從事援助交際的女孩們會在電話亭黏貼附上電話號碼的大頭貼作為宣傳，後來成為情侶間的約會項目之一。約在1997年起，大頭貼文化開始流行於日本女高中生之間。2000年之後，大頭貼機器進軍歐洲，在巴黎、倫敦等都市都受到少女喜愛。目前在中国大陆地区也相当普遍，可以在很多大街小巷找到其踪影。
在台灣有大頭貼服務大多出現在鬧區，如西門町、東區等。另也有台灣廠商推出沖印亭立可得，在全家超商、萊爾富、家樂福等提供機器，除可以拍大頭貼之外，也能透過記憶卡，網路服務Facebook、Picasa列印相片與拍摄證件照。

## 外部連結
- 立可得